# Pagini Aurii
Pagini Aurii este o companie care deține peste 70% din piața de ghiduri clasificate din România.
Din portofoliul companiei fac parte produse precum Pagini Aurii, Pagini Albe, Contact B2B și Pagitur.
Compania editează 43 de ghiduri, cu o circulație anuală de 2,2 milioane de copii.
Până în mai 2010, compania a făcut parte din grupul Truvo deținut de fondurile britanice Apax și Cinven, care mai are în portofoliu companiile de tip Pagini Aurii în Belgia, Irlanda, Portugalia, Africa de Sud și Puerto Rico.
În mai 2010, editura germană Heise Medien Gruppe a preluat pachetul majoritar de acțiuni al Pagini Aurii de la compania Truvo Corporate.
În anul 2013, firma FCR Media On Line SRL a achiziționat integral produsele online Pagini Aurii SA, salvând astfel de la faliment motorul de căutare www.paginiaurii.ro cu o bază de date care cuprinde informații despre 600.000 de firme din România și zona balcanică. FCR Media On Line nu a cumpărat societatea falimentară Pagini Aurii S.A. și nu are nici o legătură cu acțiunile și datoriile acesteia din trecut.